# پدرینیو (بازیکن فوتبال، زاده ۱۹۵۷)
پدرینیو (پرتغالی: Pedrinho؛ زادهٔ ۲۲ اکتبر ۱۹۵۷) بازیکن فوتبال اهل برزیل بود.
از باشگاه‌هایی که در آن بازی کرده‌است می‌توان به باشگاه ورزشی واسکو دوگاما، باشگاه فوتبال پالمیراس، و باشگاه فوتبال کاتانیا اشاره کرد.
وی همچنین در تیم ملی فوتبال برزیل بازی کرده‌است.